# Liste der Monuments historiques in Châteaumeillant
Die Liste der Monuments historiques in Châteaumeillant führt die Monuments historiques in der französischen Gemeinde Châteaumeillant auf.

## Liste der Bauwerke
| Bezeichnung        | Beschreibung                                                                              | Standort                  | Kennzeichnung | Schutzstatus | Datum | Bild           |
| ------------------ | ----------------------------------------------------------------------------------------- | ------------------------- | ------------- | ------------ | ----- | -------------- |
| Ehemaliges Kloster | Erbaut ab dem 11. Jahrhundert                                                             | Place de la Mairie (Lage) | PA00096764    | Classé       | 1914  | weitere Bilder |
| Maison Grégueil    | Ehemaliges Schloss, heute Musée archéologique Emile Chenon; erbaut im 15./16. Jahrhundert | Rue de la Victoire (Lage) | PA00096765    | Inscrit      | 1964  | weitere Bilder |
| Kirche St-Genès    | Erbaut im 12. Jahrhundert                                                                 | (Lage)                    | PA00096766    | Classé       | 1862  | weitere Bilder |

## Liste der Objekte
- Monuments historiques (Objekte) in Châteaumeillant in der Base Palissy des französischen Kultusministeriums